# ماشین زمان (فیلم ۱۹۷۸)
ماشین زمان (انگلیسی: The Time Machine) فیلمی تلویزیونی در ژانر علمی-تخیلی و ماجراجویی است که در سال ۱۹۷۸ منتشر شد. از بازیگران آن می‌توان به جان بک، پریسیلا بارنز و رزماری دکامپ اشاره کرد.

## داستان
دکتر نیل پری، دانشمندی در دههٔ ۱۹۷۰ است که برای یک پیمان‌کار دفاعی خیالی آمریکایی به نام «شرکت مگا» کار می‌کند. به گفتهٔ همکار ارشدش، برانلی، پری یکی از مطمئن‌ترین نیروهای شرکت مگا به‌شمار می‌رود. مهارت او زمانی نمایان می‌شود که با برنامه‌نویسی سریع مجدد یک ماهوارهٔ از مسیر خارج‌شده، از فاجعه‌ای که می‌توانست لس‌آنجلس را نابود کند، جلوگیری می‌کند. اعتبار پری برای او یک کمک‌هزینهٔ ۲۰ میلیون دلاری جهت پروژهٔ ماشین زمانش به همراه داشته است. با اینکه تنها یک ماه تا پایان پروژه باقی مانده، شرکت از او می‌خواهد کار خود را متوقف کرده و روی پروژه‌ای جدید برای ساخت «بمب ضدماده» کار کند. اما تکمیل زودتر از موعد یک ماژول انرژی که پری برای راه‌اندازی ماشین زمان به آن نیاز داشت، به او اجازه می‌دهد که دستگاهش را در آخر هفته‌ای که پیش از شروع پروژهٔ بمب در پیش دارد، آزمایش کند.
پری در طول آخر هفته دو بار در زمان سفر می‌کند و یافته‌هایش را به هاورسن، برانلی و جی.آر. وورثینگتون، رئیس هیئت‌مدیرهٔ شرکت مگا گزارش می‌دهد. هنگامی که پری داستان سفرهایش را بازگو می‌کند، تصاویر معکوس‌شدهٔ ساخت‌وساز بناها گذر او به گذشته را نشان می‌دهند. برخلاف رمان، در این روایت ماشین زمان و مسافرش در هنگام سفر در زمان در یک نقطه باقی نمی‌مانند، بلکه می‌توانند به مکان‌های مختلفی نیز منتقل شوند. پری نخست به سال ۱۶۹۲ در سیلم، ماساچوست می‌رود، جایی که گرفتار محاکمه‌های جادوگری سیلم می‌شود و به جرم جادوگری مجرم شناخته می‌شود. او را محکوم می‌کنند که همراه با ماشین زمانش در آتش سوزانده شود، اما در حالی‌که به صندلی دستگاه بسته شده، موفق می‌شود خود را آزاد کرده و بگریزد. برای دور زدن یک اختلاف زمانی، مسیرش به سال ۱۸۷۱ منحرف می‌شود و در میانهٔ تب طلای کالیفرنیا ظاهر می‌شود، جایی که معدن‌چیان به او تیراندازی می‌کنند، چون گمان می‌کنند می‌خواهد محمولهٔ طلایشان را بدزدد، و سپس دستگیر می‌شود. زیرکی پری و وقوع یک سرقت از بانک موجب فرار او می‌شود.
وقتی پری به آزمایشگاهش در زمان حال بازمی‌گردد، گزارشی تکان‌دهنده دربارهٔ پیامدهای زیست‌محیطی سلاح‌های جدید شرکت مگا دریافت می‌کند. او برای اثبات صحت این پیش‌بینی‌ها و متقاعد کردن هاورسن به اینکه برنامه‌های کنونی شرکت به نابودی جهانی خواهد انجامید، به آینده سفر می‌کند. پری نابودی آتشین تمدن را می‌بیند، اما همچنین ظهور دوبارهٔ طبیعت از دل ویرانه‌ها را نیز مشاهده می‌کند. در خلال این فاجعه، انسان‌ها به پناهگاه‌های زیرزمینی پناه می‌برند، اما سرانجام برخی تصمیم می‌گیرند به سطح زمین بازگردند. آن‌هایی که بازگشتند، الوی‌ها شدند و آن‌هایی که در زیرزمین ماندند، به مورلاک‌ها بدل شدند. مورلاک‌ها زمانی که پری وارد صحنه می‌شود (که سال دقیق آن ذکر نمی‌شود)، به‌تازگی فرآیند «برداشت» الوی‌ها برای تغذیه را آغاز کرده‌اند. پری با وینا، یکی از الوی‌ها، دوست می‌شود. او برایش توضیح می‌دهد که جهان الوی-مورلاک چگونه به‌وجود آمده است. در موزه‌ای ویژه که فناوری‌های دوران پری، از جمله سلاح‌هایی را که او طراحی کرده، به نمایش گذاشته شده‌اند، کارت شناسایی یکی از سلاح‌ها نام پری را دارد. یک برنامهٔ تصویری و صوتی در موزه فاش می‌کند که مأموریت جدید پری در شرکت مگا مستقیماً باعث نابودی جهان خواهد شد. پیش از بازگشت به زمان خود، پری و آریل، یکی از الوی‌های مرد، با استفاده از مواد منفجرهٔ پلاستیکی موجود در موزه، سه ورودی مورلاک‌ها به محل زندگی الوی‌ها را منهدم می‌کنند.
پری گزارش خود را به هاورسن و وورثینگتون ارائه می‌دهد و درمی‌یابد که آن‌ها هیچ علاقه‌ای به نجات جهان از نابودی ندارند. در عوض، آن‌ها به استفاده از ماشین زمان برای کسب برتری نظامی نسبت به سایر قدرت‌های جهانی علاقه‌مندند. پری آن‌ها را ترک می‌کند و به وینا و الوی‌ها بازمی‌گردد، که اکنون از شر مورلاک‌ها آزاد شده‌اند.